# Województwo poznańskie (II Rzeczpospolita)

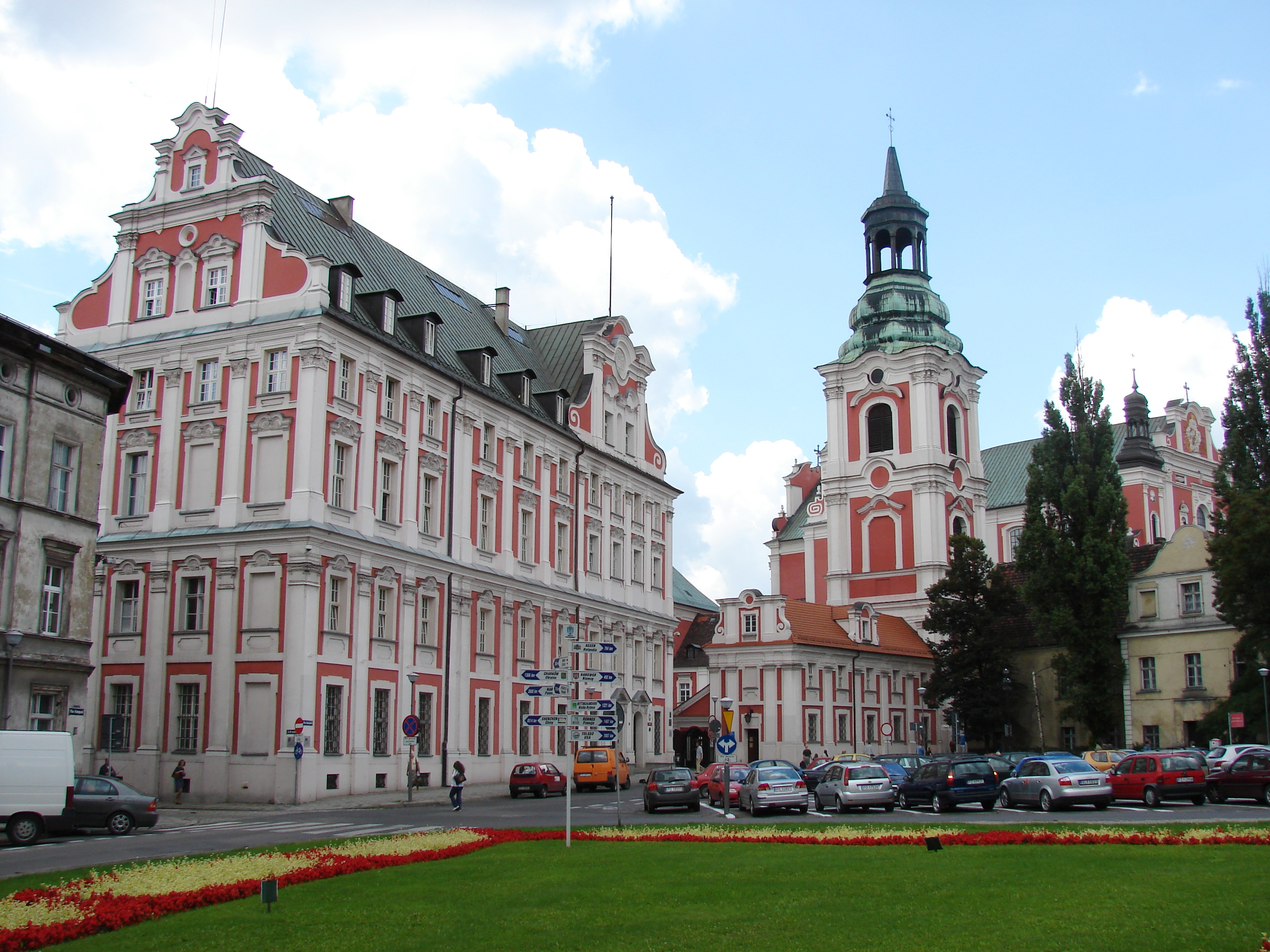
Urząd Wojewódzki Poznański w Poznaniu - widok współczesny

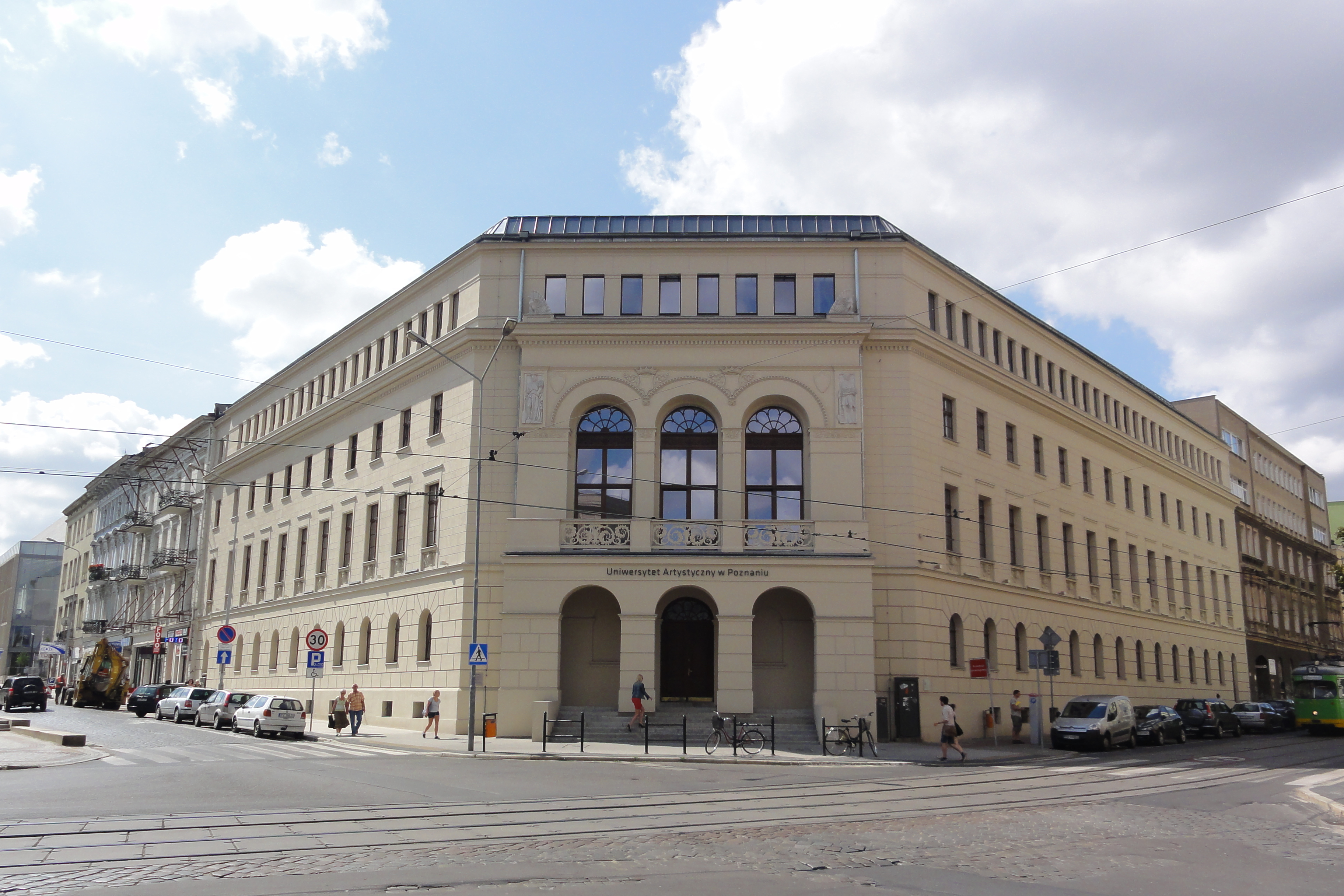
Starostwo Krajowe w Poznaniu - widok współczesny

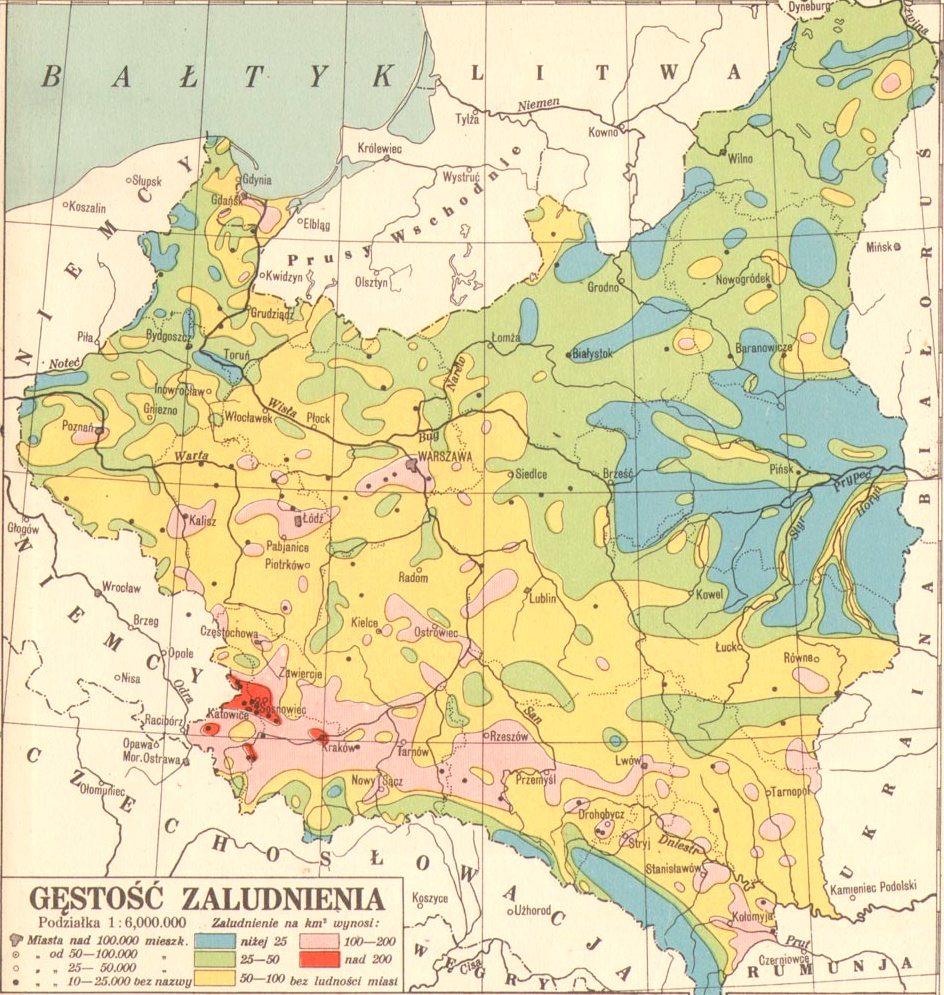
Polska, gęstość zaludnienia (1931)

Województwo poznańskie – województwo II Rzeczypospolitej istniejące w latach 1919–1939 ze stolicą w Poznaniu.
Główne miasta: Poznań, Bydgoszcz (do 1938), Kalisz (od 1938), Gniezno, Inowrocław, Jarocin, Krotoszyn, Leszno, Międzychód, Ostrów Wielkopolski, Rawicz oraz Śrem.
Jedno z dwóch województw (obok województwa pomorskiego), w których istniał samorząd stopnia wojewódzkiego. Działał on na podstawie pozostawionych przepisów pruskich. Organami tego samorządu były: sejmik wojewódzki (Sejmik Krajowy Poznański), wydział wojewódzki oraz starosta krajowy.

## Podział administracyjny
Powierzchnia powiatów według stanu na 1939 r., w przypadku wcześniejszego zniesienia lub zmiany przynależności wojewódzkiej powiatu na ostatni rok istnienia w ramach danego województwa. Liczba ludności na podstawie spisu powszechnego z 1931 r., w przypadku powiatów zniesionych lub przeniesionych przed tą datą, dane ze spisu powszechnego z 1921 r.
| Powiat                                   | Powierzchnia (km²) | Liczba mieszkańców | Siedziba (liczba mieszkańców) |
| ---------------------------------------- | ------------------ | ------------------ | ----------------------------- |
| bydgoski (do 1938)                       | 1334               | 58 100             | Bydgoszcz (117 528)           |
| Bydgoszcz (do 1938)                      | 75                 | 117 528            | Bydgoszcz (117 528)           |
| chodzieski                               | 893                | 44 500             | Chodzież (7511)               |
| czarnkowski                              | 919                | 43 300             | Czarnków (4737)               |
| Gniezno (od 1925)                        | 18                 | 29 924             | Gniezno (29 924)              |
| gnieźnieński                             | 1126               | 57 300             | Gniezno (29 924)              |
| gostyński                                | 701                | 55 900             | Gostyń (6815)                 |
| grodziski (do 1932)                      | 430                | 35 672             | Grodzisk (5604)               |
| Inowrocław (od 1925 do 1938)             | 37                 | 30 862             | Inowrocław (30 862)           |
| inowrocławski (do 1938)                  | 1267               | 67 500             | Inowrocław (30 862)           |
| jarociński                               | 1124               | 87 500             | Jarocin (8688)                |
| kaliski (od 1938)                        | 1478               | 196 700            | Kalisz (55 125)               |
| kępiński                                 | 1179               | 86 800             | Kępno (7182)                  |
| kolski (od 1938)                         | 1097               | 109 800            | Koło (13 771)                 |
| koniński (od 1938)                       | 2152               | 188 000            | Konin (10 390)                |
| kościański                               | 1057               | 78 900             | Kościan (10 275)              |
| koźmiński (do 1932)                      | 453                | 34 496             | Koźmin (4999)                 |
| krotoszyński                             | 915                | 75 500             | Krotoszyn (12 969)            |
| leszczyński                              | 827                | 61 200             | Leszno (19 258)               |
| międzychodzki                            | 755                | 31 000             | Międzychód (5126)             |
| mogileński                               | 1059               | 70 300             | Mogilno (5200)                |
| nowotomyski                              | 1276               | 87 300             | Nowy Tomyśl (2550)            |
| obornicki                                | 966                | 50 400             | Oborniki (5244)               |
| odolanowski (do 1932)                    | 629                | 43 217             | Odolanów (2437)               |
| ostrowski                                | 1194               | 104 100            | Ostrów Wielkopolski (19 555)  |
| ostrzeszowski (do 1932)                  | 572                | 40 082             | Ostrzeszów (5413)             |
| pleszewski (do 1932)                     | 483                | 38 234             | Pleszew (7638)                |
| Poznań                                   | 77                 | 246 698            | Poznań (246 698)              |
| poznański (od 1925)                      | 1227               | 91 200             | Poznań (246 698)              |
| poznański wschodni (do 1924)             | 664                | 51 530             | Poznań (169 793)              |
| poznański zachodni (do 1924)             | 638                | 45 337             | Poznań (169 793)              |
| rawicki                                  | 523                | 49 900             | Rawicz (10 827)               |
| strzelneński (lub strzeliński) (do 1932) | 615                | 39 913             | Strzelno (4927)               |
| szamotulski                              | 1076               | 67 700             | Szamotuły (8307)              |
| szubiński (do 1938)                      | 917                | 47 800             | Szubin (3271)                 |
| śmigielski (do 1932)                     | 554                | 37 955             | Śmigiel (3754)                |
| średzki                                  | 800                | 49 900             | Środa (8087)                  |
| śremski                                  | 921                | 57 300             | Śrem (7652)                   |
| turecki (od 1938)                        | 1591               | 130 500            | Turek (9421)                  |
| wągrowiecki                              | 1037               | 54 300             | Wągrowiec (7555)              |
| witkowski (do 1927)                      | 588                | 30 248             | Witkowo (1605)                |
| wolsztyński                              | 754                | 47 900             | Wolsztyn (4580)               |
| wrzesiński                               | 608                | 43 700             | Września (8148)               |
| wyrzyski (do 1938)                       | 1163               | 66 900             | Wyrzysk (1642)                |
| żniński                                  | 739                | 41 500             | Żnin (5090)                   |

## Ludność
Ludność województwa w 1921 roku wynosiła 1 967 865 osób.
Podział ludności ze względu na narodowość:
- Polacy - 83,2%; 1 636 316
- Niemcy - 16,7%; 327 846

Podział ludności ze względu na wyznanie:
- rzymskokatolickie - 82,9%; 1 632 087
- ewangelickie - 16,3%; 321 564
- mojżeszowe - 0,5%; 10 397

### Struktura demograficzna (1931)[2]
Liczba ludności (dane z 9 grudnia 1931):
|        | Ogółem    | Ogółem | Kobiety   | Kobiety | Mężczyźni | Mężczyźni |
| osób   | %         | osób   | %         | osób    | %         |           |
| ------ | --------- | ------ | --------- | ------- | --------- | --------- |
| Ogółem | 2 106 500 | 100    | 1 100 788 | 52,26   | 1 005 712 | 47,74     |
| Miasto | 838 405   | 39,80  | 442 735   | 21,02   | 395 670   | 18,78     |
| Wieś   | 1 268 095 | 60,20  | 658 053   | 31,24   | 610 042   | 28,96     |

▶Wieś vs ▶miasto
Ogółem (▶k, ▶m)
Miasto (▶k, ▶m)
Wieś (▶k, ▶m)

## Wojewodowie poznańscy w II Rzeczypospolitej
- Witold Celichowski 16 października 1919 –  2 stycznia 1923
- Adolf Rafał Bniński 10 stycznia 1923 –  9 maja 1928
- Piotr Dunin Borkowski 9 maja 1928 – 11 października 1929
- Roger Adam Raczyński 11 października 1929 – 31 lipca 1934
- Stanisław Kaucki 1 sierpnia 1934 – 15 stycznia 1935  (p.o.)
- Artur Maruszewski 16 stycznia 1935 – 23 czerwca 1935
- Mikołaj Kwaśniewski 26 czerwca 1935 – 13 września 1935
- Tadeusz Walicki 19 września 1935 – 29 października 1935  (p.o.)
- Artur Maruszewski 29 października 1935 – 19 maja 1939
- Ludwik Bociański od 19 maja 1939 do 12 września 1939

Wicewojewodowie
- Zygmunt Gronziewicz (1929-)[4]
- Wawrzyniec Typrowicz (XI 1929 – III 1931)